# 60-as busz (Pécs)

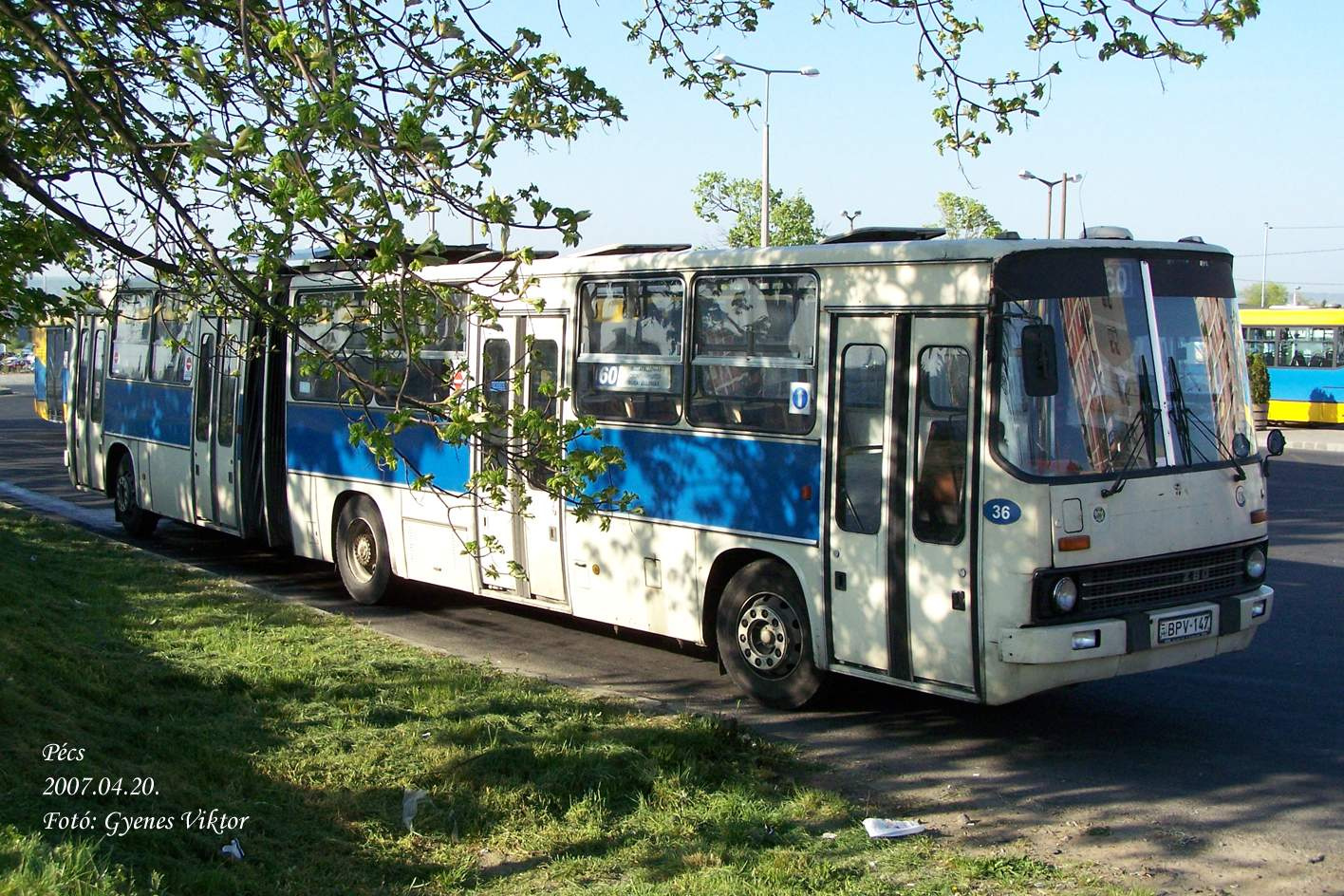
Ikarus 280-as busz 2007-ben a vonalon

A pécsi 60-as jelzésű autóbusz Mecsekszabolcs, a Meszes déli csücskében található Budai Állomás, a Kertváros és Megyer kapcsolatát látja el. Fontos kapcsolat a két városrész között ez a járat, bár mégsem fut mindig kihasználtan, mivel a Belváros legforgalmasabb részeit nem érinti.

## Története
1977. február 1-jén indult járat a Budai Állomás és a régi kertvárosi autóbusz-állomás között 29-es jelzéssel. Nem sokkal később, amikor 1979-ben átadták a nevelési központi végállomást, a járat innen indult a Budai Állomásra. 1987. január 1-jétől új számozási rendszer keretén belül kapta máig is érvényes 60-as jelzését. 2002. augusztus 28-tól a 60-as autóbuszok a Budai Állomásról indultak, ekkor lett átalakítva a vonal hurokjárattá.
Lakossági kérésre 2017. október 30-ától a délutáni buszok az Árkád érintésével közlekednek.

## Útvonala
| Budai Állomás → Aidinger János út → Budai Állomás → Mecsekszabolcs |
| --- |
| Budai Állomás – Schroll József út – Zsolnay Vilmos utca – Rákóczi út – Alsómalom utca – Árpád híd – Siklósi út – Táncsics Mihály utca – Málomi út – Aidinger János út – Nagy Imre út – Maléter Pál út – Málomi út – Táncsics Mihály utca – Siklósi út – Árpád híd – Alsómalom utca – Alsómalom utca – Rákóczi út – Zsolnay Vilmos utca – Komlói út – Szabolcsi út – Szabadságharc utca – Mecsekszabolcs                                                |
| Budai Állomás → Aidinger János út → Árkád → Budai Állomás → Mecsekszabolcs |
| Budai Állomás – Schroll József út – Zsolnay Vilmos utca – Rákóczi út – Alsómalom utca – Árpád híd – Siklósi út – Táncsics Mihály utca – Málomi út – Aidinger János út – Nagy Imre út – Maléter Pál út – Málomi út – Táncsics Mihály utca – Siklósi út – Árpád híd – Alsómalom utca – Ipar utca – Bajcsy-Zsilinszky út – Rákóczi út – Rákóczi út – Zsolnay Vilmos utca – Komlói út – Szabolcsi út – Szabadságharc utca – Mecsekszabolcs                 |
| Újhegy → Budai Állomás → Aidinger János út → Budai Állomás |
| Újhegy – Nagykozári út – Bor utca – Koksz utca – Üszögi út – Schroll József utca – Zsolnay Vilmos utca – Rákóczi út – Alsómalom utca – Árpád híd – Siklósi út – Táncsics Mihály utca – Málomi út – Aidinger János út – Nagy Imre út – Maléter Pál út – Málomi út – Táncsics Mihály utca – Siklósi út – Árpád híd – Alsómalom utca – Alsómalom utca – Rákóczi út – Zsolnay Vilmos utca – Komlói út – Szabolcsi út – Szabadságharc utca – Mecsekszabolcs |

## Megállóhelyei
| 60 (Budai Állomás → Autóbusz-állomás → Kertváros → Autóbusz-állomás → Budai Állomás → Mecsekszabolcs) 60 (Budai Állomás → Autóbusz-állomás → Kertváros → Árkád → Budai Állomás → Mecsekszabolcs) 60 (Újhegy → Budai Állomás → Autóbusz-állomás → Aidinger János út → Budai Állomás → Mecsekszabolcs) |          |          |                           | |                                                                                              |
| Perc (↓) | Perc (↓) | Perc (↓) | Megállóhely               | Megállóhelyet érintő járatok | Létesítmények                                                                                |
| 0 | ∫        | ∫        | Újhegy végállomás         | 4Y, 30Y, 60, 60Y |                                                                                              |
| 1 | ∫        | ∫        | Kakukk utca               | 4Y, 30Y, 60, 60Y |                                                                                              |
| 2 | ∫        | ∫        | Kozári utca               | 4Y, 30Y, 60, 60Y |                                                                                              |
| 3 | ∫        | ∫        | ABC áruház                | 4Y, 30Y, 60, 60Y |                                                                                              |
| 4 | ∫        | ∫        | Arasz utca                | 4Y, 30Y, 60, 60Y |                                                                                              |
| 5 | ∫        | ∫        | Koksz utca                | 4Y, 30Y, 60, 60Y |                                                                                              |
| 7 | ∫        | ∫        | Palahegyi út              | 4Y, 30Y, 60, 60Y |                                                                                              |
| ∫ | 0        | 0        | Budai Állomás végállomás  | 2, 2A, 2E, 4, 4Y, 12, 13, 13E, 13Y, 14, 14Y, 15, 15A, 16, 25, 26, 26A, 30Y, 60, 60A, 60Y, 102, 102Y, 104, 104A, 104E, 104Y · Helyközi autóbuszok                                                                                                | Tesco, Autóbusz-állomás                                                                      |
| 9 | 1        | 1        | Budai Állomás             | 2, 2A, 2E, 4, 4Y, 12, 13, 13E, 13Y, 14, 14Y, 15, 15A, 16, 25, 26, 26A, 30Y, 60, 60A, 60Y, 102, 102Y, 104, 104A, 104E, 104Y · Helyközi autóbuszok                                                                                                | Tesco, Autóbusz-állomás                                                                      |
| 11 | 3        | 3        | Gyárvárosi templom        | 2, 2A, 4, 4Y, 13, 13E, 13Y, 14, 14Y, 15, 15A, 25, 26, 26A, 30Y, 60, 60A, 60Y, 102, 102Y, 104, 104A, 104E, 104Y | Gyárvárosi templom, Szieberth Róbert Általános Iskola és Alapfokú Művészetoktatási Intézmény |
| 13 | 5        | 5        | Mohácsi út                | 2, 2A, 4, 4Y, 13, 13E, 13Y, 14, 14Y, 15, 15A, 20, 21, 21A, 25, 26, 30Y, 60, 60A, 60Y, 102, 102Y, 104, 104A, 104E, 104Y, 121 · Helyközi autóbuszok                                                                                               | ATI, Autóklub                                                                                |
| 14 | 6        | 6        | Zsolnay Negyed            | 2, 2A, 4, 4Y, 13, 13E, 13Y, 14, 14Y, 15, 15A, 20, 21, 21A, 30Y, 60, 60A, 60Y, 102, 102Y, 104, 104A, 104E, 104Y, 121 | Balokány-liget, Zsolnay porcelángyár, EKF kulturális negyed                                  |
| 16 | 8        | 8        | 48-as tér                 | 2, 2A, 2E, 4, 4Y, 13, 13E, 13Y, 14, 14Y, 15, 15A, 20, 21, 21A, 30Y, 60, 60A, 60Y, 102, 102Y, 104, 104A, 104E, 104Y, 121 · Helyközi autóbuszok · Pécs-Külváros                                                                                   | Egyetemi kollégium, Egyesített Egészségügyi Intézmény kirendeltsége, EKF kulturális negyed   |
| 18 | 10       | 10       | Rákóczi út                | 20, 21, 21A, 22, 23, 23Y, 24, 25, 26, 27, 27Y, 28, 28Y, 29, 33, 38, 38Y, 39, 40, 44, 60, 60A, 60Y, 121, 140 |                                                                                              |
| 19 | 11       | 11       | Autóbusz-állomás          | 3, 3E, 6, 6E, 7, 7Y, 8, 20, 21, 21A, 22, 23, 23Y, 24, 41, 41E, 41Y, 42, 42Y, 43, 60, 60A, 60Y, 73, 73Y, 103, 107E, 109E, 121, 130, 130A · Helyközi és távolsági autóbuszok                                                                      | Távolsági autóbusz-állomás, Árkád, Vásárcsarnok                                              |
| 21 | 13       | 13       | Bőrgyár                   | 3, 6, 7, 7Y, 8, 22, 23, 23Y, 24, 33, 41, 41Y, 42, 42Y, 43, 60, 60A, 60Y, 73, 73Y, 103, 130, 130A · Helyközi autóbuszok | Bőrgyár                                                                                      |
| 23 | 15       | 15       | Szövetség utca            | 3, 3E, 33, 60, 60A, 60Y, 103 |                                                                                              |
| 24 | 16       | 16       | Árnyas út                 | 3, 3E, 22, 23, 23Y, 24, 33, 60, 60A, 60Y, 103 | Honvéd Kórház                                                                                |
| 25 | 17       | 17       | Enyezd utca               | 22, 23, 23Y, 24, 33, 60, 60A, 60Y |                                                                                              |
| 27 | 19       | 19       | Aidinger János út         | 1, 7, 7Y, 22, 23, 23Y, 24, 55, 60, 60A, 60Y, 73, 73Y, 107E, 109E, 142 |                                                                                              |
| 29 | 21       | 21       | Sztárai Mihály út         | 1, 7, 7Y, 22, 23, 23Y, 24, 55, 60, 60A, 60Y, 73, 73Y, 107E, 109E, 142 | Árpád Fejedelem Gimnázium és Általános Iskola                                                |
| 30 | 22       | 22       | Csontváry utca            | 1, 3, 3E, 6, 6E, 7, 7Y, 22, 23, 23Y, 24, 55, 60, 60A, 60Y, 61, 62, 73, 73Y, 103, 107E, 109E, 121, 130, 130A, 142 | Apáczai Csere János Nevelési Központ                                                         |
| 31 | 23       | 23       | Várkonyi Nándor utca      | 1, 3, 3E, 6, 6E, 8, 33, 55, 60, 60A, 60Y, 103, 121, 130, 130A · Helyközi autóbuszok |                                                                                              |
| 32 | 24       | 24       | Lahti utca                | 1, 3, 3E, 6, 6E, 8, 33, 55, 60, 60A, 60Y, 103, 121, 130, 130A · Helyközi autóbuszok |                                                                                              |
| 34 | 26       | 26       | Krisztina tér             | 1, 6, 6E, 8, 33, 55, 60, 60A, 60Y, 121, 130, 130A · Helyközi autóbuszok |                                                                                              |
| 36 | 28       | 28       | Enyezd utca               | 22, 23, 23Y, 24, 33, 60, 60A, 60Y |                                                                                              |
| 37 | 29       | 29       | Árnyas út                 | 3, 3E, 22, 23, 23Y, 24, 33, 60, 60A, 60Y, 103 | Honvéd Kórház                                                                                |
| 38 | 30       | 30       | Szövetség utca            | 3, 3E, 33, 60, 60A, 60Y, 103 |                                                                                              |
| 40 | 32       | 32       | Bőrgyár                   | 3, 6, 7, 7Y, 8, 22, 23, 23Y, 24, 33, 41, 41Y, 42, 42Y, 43, 60, 60A, 60Y, 73, 73Y, 103, 130, 130A · Helyközi autóbuszok | Bőrgyár                                                                                      |
| ∫ | ∫        | 34       | Ipar utca                 | 3, 6, 8, 33, 60, 60Y, 103, 109E, 130, 130A |                                                                                              |
| ∫ | ∫        | 35       | Vásárcsarnok              | 4, 4Y, 13, 13E, 13Y, 15, 15A, 30, 31, 32, 32Y, 33, 34Y, 35Y, 44, 46, 60, 60Y, 103, 104, 104A, 104E, 104Y, 109E, 130, 130A | Vásárcsarnok, Árkád, Távolsági autóbusz-állomás                                              |
| ∫ | ∫        | 38       | Árkád                     | 2, 2A, 2E, 3, 3E, 4, 4Y, 6, 6E, 7, 7Y, 8, 13, 13E, 13Y, 14, 14Y, 15, 15A, 22, 23, 23Y, 24, 25, 26, 26A, 27, 27Y, 28, 28A, 28Y, 29, 30, 33, 38, 38Y, 39, 40, 60, 60Y, 73, 73Y, 102, 102Y, 103, 104, 104A, 104E, 104Y, 107E, 109E, 130, 130A, 140 | Árkád, Konzum áruház, Anyakönyvi Önkormányzat, Skála                                         |
| 42 | 34       | ∫        | Autóbusz-állomás          | 3, 3E, 6, 6E, 7, 7Y, 8, 20, 21, 21A, 22, 23, 23Y, 24, 41, 41E, 41Y, 42, 42Y, 43, 60, 60A, 60Y, 73, 73Y, 103, 107E, 109E, 121, 130, 130A · Helyközi és távolsági autóbuszok                                                                      | Távolsági autóbusz-állomás, Árkád, Vásárcsarnok                                              |
| 44 | 36       | 41       | Rákóczi út                | 20, 21, 21A, 22, 23, 23Y, 24, 25, 26, 27, 27Y, 28, 28Y, 29, 33, 38, 38Y, 39, 40, 44, 60, 60A, 60Y, 121, 140 |                                                                                              |
| 45 | 37       | 42       | 48-as tér                 | 2, 2A, 2E, 4, 4Y, 13, 13E, 13Y, 14, 14Y, 15, 15A, 20, 21, 21A, 30Y, 60, 60A, 60Y, 102, 102Y, 104, 104A, 104E, 104Y, 121 · Helyközi autóbuszok · Pécs-Külváros                                                                                   | Egyetemi kollégium, Egyesített Egészségügyi Intézmény kirendeltsége, EKF kulturális negyed   |
| 47 | 39       | 44       | Zsolnay Negyed            | 2, 2A, 4, 4Y, 13, 13E, 13Y, 14, 14Y, 15, 15A, 20, 21, 21A, 30Y, 60, 60A, 60Y, 102, 102Y, 104, 104A, 104E, 104Y, 121 | Balokány-liget, Zsolnay porcelángyár, EKF kulturális negyed                                  |
| 49 | 41       | 46       | Mohácsi út                | 2, 2A, 4, 4Y, 13, 13E, 13Y, 14, 14Y, 15, 15A, 20, 21, 21A, 25, 26, 30Y, 60, 60A, 60Y, 102, 102Y, 104, 104A, 104E, 104Y, 121 · Helyközi autóbuszok                                                                                               | ATI, Autóklub                                                                                |
| 50 | 42       | 47       | Gyárvárosi templom        | 2, 2A, 4, 4Y, 13, 13E, 13Y, 14, 14Y, 15, 15A, 25, 26, 26A, 30Y, 60, 60A, 60Y, 102, 102Y, 104, 104A, 104E, 104Y | Gyárvárosi templom, Szieberth Róbert Általános Iskola és Alapfokú Művészetoktatási Intézmény |
| 52 | 44       | 49       | Budai Állomás             | 2, 2A, 2E, 4, 4Y, 12, 13, 13E, 13Y, 14, 14Y, 15, 15A, 16, 25, 26, 26A, 30Y, 60, 60A, 60Y, 102, 102Y, 104, 104A, 104E, 104Y · Helyközi autóbuszok                                                                                                | Tesco, Autóbusz-állomás                                                                      |
| 54 | 46       | 51       | Budai vám                 | 2, 2A, 2E, 4, 12, 60, 60A · Helyközi autóbuszok |                                                                                              |
| 55 | 47       | 52       | Meszesi iskola            | 2, 2A, 2E, 4, 12, 60, 60A |                                                                                              |
| 56 | 48       | 53       | Kőrös utca                | 2, 2A, 2E, 4, 12, 60, 60A |                                                                                              |
| 57 | 49       | 54       | Meszes                    | 2, 2A, 2E, 4, 12, 60, 60A |                                                                                              |
| 58 | 50       | 55       | Fehérhegy                 | 2, 2A, 2E, 4, 12, 60, 60A · Helyközi autóbuszok |                                                                                              |
| 59 | 51       | 56       | Árpád utca                | 2, 2E, 60, 60A |                                                                                              |
| 60 | 52       | 57       | Szőlőhegyi út             | 2, 2E, 60, 60A |                                                                                              |
| 61 | 53       | 58       | Mecsekszabolcs végállomás | 2, 2E, 60, 60A |                                                                                              |